# Рутсвайлер-ам-Глан
Рутсвайлер-ам-Глан (нем. Rutsweiler am Glan) — община в Германии, в земле Рейнланд-Пфальц. 
Входит в состав района Кузель. Подчиняется управлению Альтенглан.  Население составляет 318 человек (на 31 декабря 2010 года). Занимает площадь 1,59 км².